# 福島県立相馬総合高等学校
福島県立相馬総合高等学校（ふくしまけんりつ そうまそうごうこうとうがっこう）は、福島県相馬市に所在する公立高等学校である。

## 概要
- 2022年に相馬東高校と新地高校が統合し、福島県立相馬総合高等学校が開校[1]。校舎は旧相馬東高校を使用している。なおそれぞれの高校で入学した生徒は旧高校での生活となる。

## 設置学科
- 総合学科
  - 文理教養系列
  - スポーツ系列
  - 芸術系列
  - 生活福祉系列
  - 産業ビジネス系列

## 校訓
- 誠実・自律・共生・創造[2]

## 沿革
- 2022年（令和4年）4月1日 - 開校

## 部活動

### 運動部
- バレーボール部 - 女子はビーチバレーにも力を入れており、各種大会で好成績を挙げている。
- 硬式野球部
- サッカー部
- 卓球部
- 柔道部
- 弓道部
- 陸上競技部
- バドミントン部
- ソフトテニス部
- 硬式テニス部
- バスケットボール部
- 剣道部
- ソフトボール部

### 文化部
- 美術部
- 書道部
- 合唱部
- 吹奏楽部
- 商業研究部
- 調理部
- 演劇部
- 日本文化部
- 英語同好会

## アクセス
- 常磐線「相馬駅」より徒歩20分。